# 越田勝利
越田 勝利（こしだ しょうり、1993年12月28日 - ）は、日本の元ラグビー選手。

## プロフィール
- 兵庫県出身[1]。
- ポジションはプロップ(PR)。
- 身長 172cm、体重 106kg
- ニックネームは勝利。

## 略歴
2012年、石見智翠館高校卒業後、法政大学に入る。なお石見智翠館高校時代、高校日本代表候補に選ばれたことがある。
2016年、法政大学卒業後、Honda Heatに加入。同年8月27日に行われたジャパンラグビートップリーグ第1節の宗像サニックスブルース戦にて途中出場で公式戦初出場を果たす。
2020年、現役を引退した。